# Спасоје Шејић
Спасоје Шејић (10. јун 1948 — 14. јануар 1989) био је сатиричар, радикални критичар соцреализма, реалиста - српски књижевник.

## Биографија
Рођен 10. јун 1948. године у селу Самоково, на обронцима Копаоника, у општини Куршумлија где је завршио основну школу и гимназију. Српскохрватски језик и југословенску књижевност уписао је на Приштинском универзитету 1967. године, али је након две године морао да напусти Приштину и пређе на Београдски универзитет под претњом смрћу. Као један од лидера студентских демонстрација 1968. године обратио се студентима заступајући међународно прокламоване левичарске циљеве протеста и директно се супротстављајући сепаратистичким националистичким злоупотребама колега Албанаца.
1971. године био је један од организатора студентских демонстрација у Београду против разбијања Југославије, против хапшења и отпуштања професора и вођа демонстрација 1968. 1972. године дипломирао је књижевност на Филолошком факултету у Београду. Радио је као професор књижевности у Гимназији у Обреновцу. Као критичар реалности социјализма био је изложен сталним притисцима од стране органа комунистичке власти. Себи је одузео живот у 41. години живота.

## Књижевни рад
1975. добија Прву награду за необјављени роман Књижевне омладине Србије за сатирични роман Црвени кругови, о пропасти породице, раслојавању и брзом одрастању у безличној комунистичкој Вароши, који није објављен због критичког садржаја. И на следећем конкурсу 1976. добија прву награду за роман Док не стигне Томас Ман, који и објављује Књижевна омладина Србије. Критика одлично прихвата овај модерни роман чија се радња одвија у Студентском граду, и прати живот студентске лепотице кроз вртлоге демонстрација 1968. 1976. године први пут добија и награду на конкурсу за сатиричну приповетку Радоје Домановић за приповетку Шта ће Смаји толика деца. 1977. године постаје члан Удружења књижевника Србије. Награду Радоје Домановић добио је још два пута 1978. и 1981. године. 1978, у залазак Титове ере, Шејић заједно са групом истакнутих српских књижевника (Иван Ивановић, Алек Марјано, Растко Закић, Богдан Шеклер, Жика Лазић, Тоде Чолак) оснива Трајну радну заједницу писаца ЗАПИС.
За живота је објавио четири романа, а његове приповетке су објављиване у листу Дуга, Јеж, Књижевна реч, ТОК, Јединство, Илустрована Политика, Комунист, Змај и Просветни преглед, у коме је имао и колумну „Гневник једног наставника“ о ситуацији у просвети 1976—1978. Бавио се и књижевном критиком и есејистиком. Оставио је богату књижевну заоставштину.

## Награде
- 1975. Прва награда за необјављени роман Књижевне омладине Србије за роман Црвени кругови
- 1976. Награда за сатиричну приповетку Радоје Домановић за приповетку Шта ће Смаји толика деца
- 1976. Прва награда за необјављени роман Књижевне омладине Србије за роман Док не стигне Томас Ман
- 1977. Награда листа Просветни преглед за причу Отказ
- 1977. Награда Књижевне речи за приповетку Кикс
- 1978. Награда за сатиричну приповетку Радоје Домановић за приповетку Слатки загрљај
- 1979. Награда за приповетку листа Комунист за приповетку
- 1982. Награда за сатиричну приповетку Радоје Домановић за приповетку Спомен-кућа

## Објављене књиге
- 1976. Док не стигне Томас Ман - Књижевна омладина Србије
- 1978. Скица за портрет Н. Ј. - Запис
- 1982. Живот у два филма - Рукописи
- 1984. Предузимање мера - Нова

Постхумно:
- 1989. Последњи лек - Алтера
- 2003. Девојке беле и мезгровите - ККО
- 2005. 9 живота - романи - изабрана дела, НУБ Иво Андрић и Министарство културе Републике Србије